# 24 stycznia
24 stycznia jest 24. dniem w kalendarzu gregoriańskim. Do końca roku pozostało 341 (w latach przestępnych 342) dni.

## Święta
- Imieniny obchodzą: Babilas, Chwalibog, Felicjan, Franciszek Salezy, Ksenia, Milena, Mirogniew, Rafał, Urban, Teodor, Tymoteusz i Wera.
- Międzynarodowy Dzień Edukacji
- Światowy Dzień Środków Masowego Przekazu[1]
- Togo – Dzień Gospodarczego Wyzwolenia
- Wspomnienia i święta w Kościele katolickim[2][3] obchodzą:
  - św. Tymoteusz z Efezu, pierwszy biskup Efezu i męczennik, uczeń św. Pawła z Tarsu (w tradycyjnym obrządku rzymskokatolickim)
  - św. Felicjan († ok. 249–251, apostoł Umbrii, biskup Foligno)
  - św. Franciszek Salezy (biskup i doktor Kościoła)
  - bł. Paula Gambara Costa, tercjarka)

## Wydarzenia w Polsce

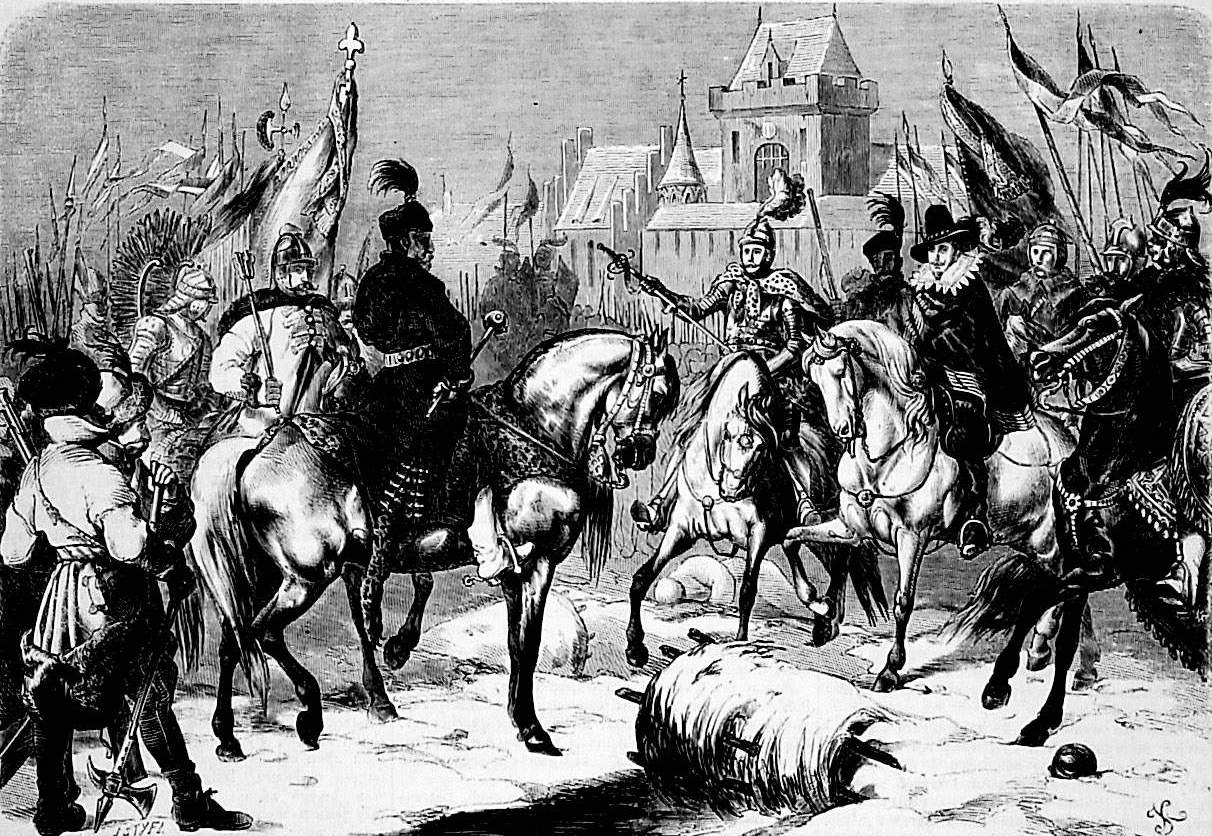
Kapitulacja arcyksięcia Maksymiliana III Habsburga pod Byczyną (1588)

- 1355 – Król Węgier Ludwik I nadał przywilej budziński, który gwarantował szlachcie małopolskiej wszystkie dotychczasowe prawa w zamian za potwierdzenie przez nią praw Ludwika do korony polskiej.
- 1507 – Zygmunt I Stary został koronowany w katedrze na Wawelu na króla Polski.
- 1574 – Pierwszy polski król elekcyjny Henryk Walezy przekroczył granicę polską pod Międzyrzeczem, gdzie powitał go biskup kujawski Stanisław Karnkowski.
- 1588 – W bitwie pod Byczyną wojska polskie pod dowództwem hetmana Jana Zamoyskiego pokonały armię pretendującego do polskiego tronu arcyksięcia austriackiego Maksymiliana III Habsburga.
- 1660 – Jasień uzyskał prawa miejskie.
- 1680 – Odbyło się zwołane przez króla Jana III Sobieskiego tzw. colloquium lubelskie, którego celem miało być pojednanie wyznawców prawosławia i unitów. Przygotowano projekt ugody pomiędzy oboma wyznaniami, do której nie doszło z powodu protestu prawosławnych (zwłaszcza bractw cerkiewnych, m.in. ze Lwowa), którzy nie chcieli brać udziału w zgromadzeniu zwołanym bez wiedzy patriarchy Konstantynopola. W efekcie colloquium przyniosło latynizację Kościoła unickiego w Rzeczypospolitej, czyli dostosowanie liturgii i sztuki cerkiewnej do liturgii Kościoła rzymskokatolickiego.
- 1793 – Wojska pruskie pod dowództwem feldmarszałka Wicharda Joachima Heinricha von Möllendorfa rozpoczęły zajmowanie terenów przyznanych Prusom w ramach II rozbioru Polski.
- 1803 – Car Aleksander I Romanow ustanowił Wileński Okręg Naukowy.
- 1843 – Została założona Politechnika Lwowska.
- 1915 – I wojna światowa: II Brygada Legionów Polskich pokonała Rosjan w bitwie pod Rafajłową.
- 1920 – Wojsko Polskie wkroczyło do Sępólna Krajeńskiego.
- 1921 – Brytyjski generał Richard Haking został pierwszym Wysokim Komisarzem Ligi Narodów w Wolnym Mieście Gdańsku.
- 1925 – Rada Ministrów podjęła uchwałę o wzniesieniu w Warszawie Grobu Nieznanego Żołnierza.
- 1940 – W Tczewie Niemcy rozstrzelali 13 zakładników w odwecie za rzekome podpalenie warsztatów samochodowych przez polski ruch oporu.
- 1945:
  - Armia Czerwona zajęła miasta: Brodnica, prawobrzeżną część Bydgoszczy, Chrzanów, Ełk, Gliwice, Kolno, Oleśnica, prawobrzeżną część Opola, Pleszew, Wąbrzeźno i Węgorzewo.
  - W nocy z 24 na 25 stycznia niemieccy saperzy wysadzili w powietrze obiekty na terenie kwatery głównej Adolfa Hitlera w Wilczym Szańcu.
- 1948 – W krakowskim więzieniu Montelupich powieszono 21 zbrodniarzy nazistowskich (w tym 2 kobiety), skazanych na śmierć przez Najwyższy Trybunał Narodowy w pierwszym procesie oświęcimskim.
- 1956 – Polska i Kambodża nawiązały stosunki dyplomatyczne.
- 1957 – Do Rejestru Cywilnych Statków Powietrznych wpisano pierwszy śmigłowiec.
- 1969:
  - Podczas podchodzenia do lądowania we Wrocławiu rozbił się w gęstej mgle lecący z Warszawy samolot PLL LOT An-24B z 44 pasażerami i 4 członkami załogi na pokładzie. W katastrofie nikt nie zginął.
  - W katastrofie myśliwca MiG-21 w Zamłyniu (województwo śląskie) zginął pilot.
- 1974 – Otwarto Hotel Forum w Warszawie.
- 1996 – Premier RP Józef Oleksy podał się do dymisji z powodu tzw. afery Olina.
- 2000 – Marian Jurczyk zrezygnował z funkcji prezydenta Szczecina.
- 2001 – W Hali Olivia w Gdańsku miała miejsce manifestacja poparcia dla nowo powstałej Platformy Obywatelskiej RP.
- 2005 – Sąd Okręgowy w Kielcach ogłosił wyroki w sprawie tzw. afery starachowickiej.
- 2008 – Prezydent RP Lech Kaczyński ogłosił trzydniową żałobę narodową w związku z katastrofą lotniczą pod Mirosławcem.
- 2010 – Jedna osoba zginęła, a trzy zostały ranne w wyniku wybuchu pyłu węglowego w Elektrowni Dolna Odra koło Gryfina.
- 2012 – W Sosnowcu 22-letnia Katarzyna Waśniewska zamordowała swoją półroczną córkę Magdalenę.
- 2023 – Fernando Santos został selekcjonerem reprezentacji Polski w piłce nożnej mężczyzn.

## Wydarzenia na świecie
- 41 – Spiskowcy zamordowali cesarza rzymskiego Kaligulę, jego żonę Cezonię i córkę Julię Druzyllę.
- 1076 – Synod biskupów w Wormacji, na żądanie cesarza Henryka IV Salickiego, wypowiedział posłuszeństwo papieżowi Grzegorzowi VII, rozpoczynając spór o inwestyturę.
- 1118 – Kardynał Jan Coniulo z Gaety został wybrany na papieża i przyjął imię Gelazjusz II.
- 1327 – Król Anglii Edward II został zmuszony do abdykacji na rzecz swojego syna Edwarda III przez opozycję możnych na czele z królową Izabelą i Rogerem Mortimerem.
- 1328 – Król Anglii Edward III ożenił się z Filipą de Hainault.
- 1336 – Piotr IV został królem Aragonii.
- 1458 – Maciej Korwin został królem Węgier.
- 1502 – Anglia i Szkocja zawarły tzw. pokój wieczysty.
- 1521 – Portugalski żeglarz Ferdynand Magellan odkrył atol Puka Puka na Pacyfiku.
- 1544 – Hybrydowe zaćmienie Słońca widoczne nad Europą.
- 1607 – Mannheim w Badenii-Wirtembergii uzyskało prawa miejskie.
- 1634 – Wojna trzydziestoletnia: cesarz Ferdynand II Habsburg podpisał tajny dokument usuwający Albrechta von Wallensteina ze stanowiska głównodowodzącego swych wojsk.
- 1649 – W mieście Hartford Rada Kolonii Connecticut zatwierdziła tzw. Fundamentalne Zasady – dokument regulujący sposób tworzenia rządu przez przedstawicieli miast Nowej Anglii oraz opisujący jego strukturę i działanie.
- 1656 – Wojna domowa w Szwajcarii: zwycięstwo wojsk katolickich nad protestanckimi w bitwie pod Villmergen.
- 1679 – Król Karol II Stuart rozwiązał angielski parlament.
- 1742 – Elektor bawarski Karol Albrecht Wittelsbach został wybrany cesarzem rzymsko-niemieckim (jako Karol VII).
- 1772 – Francuski żeglarz Marc Joseph Marion du Fresne odkrył Wyspy Crozeta na południowym Oceanie Indyjskim.
- 1789 – We Francji zwołano na 5 maja pierwsze od 1614 roku Stany Generalne.
- 1798 – Szwajcarski kanton Vaud proklamował niepodległość.
- 1807 – Ukazało się pierwsze wydanie amerykańskiego czasopisma satyrycznego „Salmagundi”.
- 1814 – W Salwadorze wybuchło zdławione powstanie antyhiszpańskie.
- 1835 – W Théâtre Italien w Paryżu odbyła się premiera opery Purytanie Vicenza Belliniego.
- 1839 – Charles Darwin został wybrany na członka Royal Society.
- 1848 – James W. Marshall znalazł złoto w Sutter’s Mill pod Sacramento, co rozpoczęło gorączkę złota w Kalifornii.
- 1857 – Założono uniwersytet w Kalkucie.
- 1859 – Utworzono Zjednoczone Księstwa Mołdawii i Wołoszczyzny.
- 1860 – Francuski wynalazca pochodzenia belgijskiego Étienne Lenoir otrzymał patent na pierwszy użyteczny silnik spalinowy (dwusuwowy, jednocylindrowy, pracujący na mieszance gazu miejskiego i powietrza, o mocy 8,8 kW.)
- 1862 – Bukareszt został proklamowany stolicą Rumunii.
- 1875 – W Paryżu odbyło się premierowe wykonanie poematu symfonicznego Danse macabre Camille’a Saint-Saënsa.
- 1878 – Rewolucjonistka Wiera Zasulicz postrzeliła gubernatora Sankt Petersburga gen. Fiodora Trepowa.
- 1900:
  - II wojna burska: zwycięstwo wojsk burskich nad brytyjskimi w bitwie o Spion Kop.
  - Wojna filipińsko-amerykańska: zwycięstwo wojsk amerykańskich w bitwie pod Legazpi.
- 1908 – Brytyjski wojskowy i pisarz Robert Baden-Powell założył młodzieżowy ruch skautingu.
- 1909 – U wybrzeża Massachusetts zatonął brytyjski transatlantyk RMS „Republic”, który dzień wcześniej zderzył się we mgle z włoskim liniowcem.
- 1915 – I wojna światowa: zwycięstwo floty brytyjskiej nad niemiecką w bitwie morskiej pod Dogger Bank.
- 1919 – Została ogłoszona Estońska deklaracja niepodległości.
- 1921 – Fevzi Çakmak został premierem Turcji.
- 1929 – Chorlogijn Czojbalsan został prezydentem Mongolii.
- 1932:
  - Otwarto Stadion Renzo Barbery w Palermo.
  - Rząd hiszpański uchwalił rozwiązanie Towarzystwa Jezusowego i konfiskatę jego mienia.
  - W Berlinie został zamordowany przez komunistów 15-letni członek Hitlerjugend Herbert Norkus, którego postać była później często wykorzystywana w nazistowskiej propagandzie.
- 1935 – W Newark w amerykańskim stanie New Jersey Gottfried Krueger Brewing Company wypuściła na rynek pierwsze piwo w puszce aluminiowej.
- 1936 – Albert Sarraut został po raz drugi premierem Francji.
- 1939:
  - W wyniku trzęsienia ziemi w Chile zginęło 28 tysięcy osób.
  - W Mińsku powstała Państwowa Galeria Sztuki BSRR – przyszłe Narodowe Muzeum Sztuki Republiki Białorusi.
- 1940:
  - Marszałek III Rzeszy Hermann Göring powierzył Reinhardowi Heydrichowi „rozwiązanie problemu żydowskiego za pomocą ewakuacji bądź przymusowej emigracji”.
  - Premiera filmu Grona gniewu w reżyserii Johna Forda.
- 1941:
  - Amerykański sekretarz Marynarki Wojennej Frank Knox wysłał list do sekretarza wojny Henry’ego Stimsona, w którym przestrzegał przed możliwością japońskiego ataku na Pearl Harbor.
  - Znacjonalizowano Koleje Hiszpańskie.
- 1942:
  - Wojna na Pacyfiku: taktyczne zwycięstwo niszczycieli amerykańskich w bitwie pod Balikpapan; w Zatoce Panamskiej ścigacz okrętów podwodnych USS „Sturdy” przypadkowo staranował i zatopił okręt podwodny USS S-26, w wyniku czego zginęła cała, 46-osobowa załoga.
- 1943 – Zakończyła się konferencja w Casablance, gdzie ustalono, że wojna będzie prowadzona aż do bezwarunkowej kapitulacji państw Osi.
- 1946 – Zgromadzenie Ogólne Narodów Zjednoczonych opowiedziało się za utworzeniem Komisji do spraw Energii Atomowej.
- 1950 – Ustanowiono hymn Indii.
- 1952 – Vincent Massey jako pierwszy Kanadyjczyk objął stanowisko gubernatora generalnego Kanady.
- 1961:
  - Dokonano oblotu amerykańskiego samolotu pasażerskiego Convair 990 Coronado.
  - W wyniku eksplozji amerykańskiej rakiety nośnej został zniszczony ładunek 5 satelitów pod wspólną nazwą Composite 1.
  - Katastrofa lotnicza B-52 pod Goldsboro w USA
- 1966 – 117 osób zginęło, gdy lecący z Bombaju do Nowego Jorku indyjski Boeing 707 uderzył w zbocze Mont Blanc.
- 1972:
  - Ukazał się pierwszy solowy album Michaela Jacksona Got to Be There.
  - W dżungli na Guam został odnaleziony japoński żołnierz Shoichi Yokoi, ukrywającego się tam od czasu wyzwolenia wyspy przez wojska amerykańskie w 1944 roku.
- 1974 – Doszło do katastrofy samolotu Douglas C-47 Skytrain sił powietrznych Togo, którą jako jedyny przeżył prezydent Gnassingbé Eyadéma, a zginęło m.in. kilku wysokich rangą wojskowych.
- 1977 – W biurze przy ul. Atocha w Madrycie faszystowscy bojówkarze zastrzelili 5 prawników komunistycznego związku zawodowego, a 4 ciężko zranili.
- 1978 – W północno-zachodniej Kanadzie rozbił się radziecki satelita szpiegowski Kosmos 954 z reaktorem atomowym na pokładzie, powodując skażenie radioaktywne na obszarze 124 tys. km².
- 1979:
  - Coca-Cola weszła na rynek chiński.
  - Papież Jan Paweł II przyjął na audiencji ministra spraw zagranicznych ZSRR Andrieja Gromykę.
- 1984:
  - Apple Inc. wprowadził na rynek pierwszy komputer z serii Macintosh.
  - Helmut Kohl jako pierwszy niemiecki kanclerz wygłosił przemówienie w izraelskim Knesecie.
- 1986 – Hajdar Abu Bakr al-Attas został prezydentem Jemenu Południowego.
- 1989 – W Więzieniu Stanowym Florydy w Raiford został stracony na krześle elektrycznym seryjny morderca Ted Bundy.
- 1991 – Omar Arte Ghalib został premierem Somalii.
- 1992:
  - Chiny i Izrael nawiązały stosunki dyplomatyczne.
  - W więzieniu stanowym w Arkansas odbyła się kontrowersyjna egzekucja pozbawionego w wyniku próby samobójczej ⅓ mózgu dwukrotnego mordercy Ricky’ego Raya Rectora. Ubiegający się o nominację prezydencką Partii Demokratycznej ówczesny gubernator stanu Bill Clinton nie skorzystał z prawa łaski.
- 1997:
  - Ion Ciubuc został premierem Mołdawii.
  - Rosja i Korea Północna podpisały umowę zezwalającą na swobodne podróżowanie swoich obywateli pomiędzy oboma krajami, która wyeliminowała klauzulę o przymusowej deportacji z Rosji.
- 2003 – Tom Ridge został mianowany pierwszym sekretarzem bezpieczeństwa krajowego USA.
- 2005 – Julia Tymoszenko została po raz pierwszy premierem Ukrainy.
- 2006 – Szejk Sabah al-Ahmad al-Dżabir as-Sabah został desygnowany na emira Kuwejtu.
- 2007 – W wyniku trwającej od 11 stycznia burzy lodowej w Ameryce Północnej zginęło 87 osób.
- 2011:
  - Lara Giddings została pierwszą kobietą-premierem Tasmanii.
  - W samobójczym zamachu bombowym na lotnisku Domodiedowo pod Moskwą zginęło 38 osób, a 170 zostało rannych.
- 2015 – Konflikt na wschodniej Ukrainie: 30 osób zginęło, a ok. 100 zostało rannych w wyniku ostrzelania Mariupola pociskami z wyrzutni rakietowej typu Grad.
- 2016 – Marcelo Rebelo de Sousa wygrał w I turze wybory prezydenckie w Portugalii.
- 2019 – Félix Tshisekedi został prezydentem Demokratycznej Republiki Konga.
- 2020 – We Francji potwierdzono dwa pierwsze w Europie przypadki zachorowań na COVID-19.
- 2021 – 6 osób zginęło w katastrofie samolotu Palmas FR w mieście Porto Nacional w Brazylii.
- 2022 – Prezydent Burkiny Faso Roch Marc Christian Kaboré został obalony w wyniku wojskowego zamachu stanu.
- 2024 – W katastrofie wojskowego samolotu transportowego Ił-76M we wsi Jabłonowo koło Biełgorodu w Rosji zginęły (według oficjalnych danych rosyjskich) wszystkie 74 osoby na pokładzie (68 pasażerów i 6 członków załogi).

## Eksploracja kosmosu
- 1975 – Radziecka stacja orbitalna Salut 3 spłonęła w atmosferze nad Pacyfikiem.
- 1986 – Amerykańska sonda kosmiczna Voyager 2 przeleciała w odległości 81 500 km od Urana.
- 1990 – Została wystrzelona japońska sonda księżycowa Hiten.

## Urodzili się
- 76 – Hadrian, cesarz rzymski (zm. 138)
- 1287 – Richard de Bury, angielski duchowny katolicki, dworzanin królewski, bibliofil (zm. 1345)
- 1391 – Joanna de Valois, księżniczka francuska, księżna Bretanii (zm. 1433)
- 1444 – Galeazzo Maria Sforza, książę Mediolanu (zm. 1476)
- 1501 – Jakob Milich, niemiecki matematyk, lekarz (zm. 1559)
- 1534 – Setthathirat I, król Lan Xang (zm. 1571)
- 1544 – Gillis van Coninxloo, flamandzki malarz (zm. 1607)
- 1547 – Joanna Habsburg, arcyksiężniczka austriacka, księżniczka czeska i węgierska (zm. 1578)
- 1561 – Camillo Cortellini, włoski kompozytor, skrzypek, śpiewak (zm. 1630)
- 1594 – Pierre de Marca, francuski duchowny katolicki, biskup Couserans, polityk, historyk (zm. 1662)
- 1652 – Nicolas Chalon du Blé, francuski wojskowy, polityk, dyplomata (zm. 1730)
- 1664 – John Vanbrugh, angielski architekt, dramaturg (zm. 1726)
- 1670 – William Congreve, angielski prozaik, dramaturg (zm. 1729)
- 1679 – Christian Wolff, niemiecki filozof, matematyk, prawnik (zm. 1754)
- 1684 – Karol Aleksander, książę Wirtembergii (zm. 1737)
- 1688 – Karol Józef Erdmann Henckel von Donnersmarck, baron i hrabia cesarstwa, wolny pan stanowy Bytomia (zm. 1760)
- 1692 – Paweł Giżycki, polski jezuita, architekt, malarz, dekorator (zm. 1762)
- 1705 – Farinelli, włoski śpiewak operowy, kastrat (sopran) (zm. 1782)
- 1712 – Fryderyk II Wielki, król Prus (zm. 1786)
- 1714 – Henri-Joseph d'Aubeterre, francuski wojskowy, dyplomata (zm. 1788)
- 1732 – Pierre Beaumarchais, francuski prozaik, dramaturg, zegarmistrz, harfista, śpiewak, kompozytor, dyplomata, finansista, wolnomularz (zm. 1799)
- 1733 – Benjamin Lincoln, amerykański generał (zm. 1810)
- 1746 – Gustaw III, król Szwecji (zm. 1792)
- 1749 – Charles James Fox, brytyjski arystokrata, polityk (zm. 1806)
- 1776 – Ernst Theodor Amadeus Hoffmann, niemiecki poeta, kompozytor, malarz (zm. 1822)
- 1778 – Karol Ferdynand, francuski książę (zm. 1820)
- 1779 – Elżbieta Aleksiejewna, caryca Rosji (zm. 1826)
- 1781 – Louis-Mathieu Molé, francuski polityk, premier Francji (zm. 1855)
- 1786 – Walter Forward, amerykański polityk (zm. 1852)
- 1787 – Christian Ludwig Brehm, niemiecki pastor, ornitolog (zm. 1864)
- 1792 – Friedrich Wilhelm von Brandenburg, pruski polityk, premier Prus (zm. 1850)
- 1798:
  - Karl Eduard von Holtei, niemiecki pisarz, aktor, reżyser (zm. 1880)
  - Jan Komierowski, polski ziemianin, prawnik, urzędnik, uczestnik powstania listopadowego (zm. 1882)
  - Georg Karl Christian von Staudt, niemiecki matematyk, wykładowca akademicki (zm. 1867)
- 1800 – Edwin Chadwick, brytyjski reformator społeczny (zm. 1890)
- 1802 – Benoit Planchet, francuski duchowny katolicki, jezuita, arcybiskup, dyplomata papieski (zm. 1859)
- 1804 – Józef Dietl, polski lekarz, balneolog, polityk, prezydent Krakowa (zm. 1878)
- 1809 – Hryhorij Szaszkewycz, ukraiński duchowny greckokatolicki, działacz społeczny, polityk (zm. 1888)
- 1813:
  - Roman Turczynowicz, polski tancerz, choreograf, pedagog (zm. 1882)
  - August Wirtemberski, książę, generał (zm. 1885)
- 1814 – Helena Luiza Elżbieta, księżniczka Mecklenburg-Schwerin (zm. 1858)
- 1819 – Ignacy Kamiński, polski prawnik, polityk (zm. 1902)
- 1820 – Feliks Sumarokow-Elston, rosyjski arystokrata, generał, polityk (zm. 1877)
- 1821 – Liévin de Winne, belgijski malarz portrecista (zm. 1880)
- 1822:
  - Catherine Brewer Benson, Amerykanka, pierwsza kobieta, która uzyskała dyplom ukończenia studiów wyższych (zm. 1908)
  - Felicjan Sypniewski, polski naturalista, botanik, entomolog, malakolog, algolog, filozof (zm. 1877)
- 1824 – Peter Mitchell, kanadyjski polityk (zm. 1899)
- 1828 – Ferdinand Julius Cohn, niemiecki botanik, mikrobiolog (zm. 1898)
- 1836 – Józef Przebindowski, polski rzeźbiarz, fotograf (zm. 1917)
- 1837 – Alois Vojtěch Šmilovský, czeski pisarz (zm. 1883)
- 1838:
  - Johannes Graf, śląski malarz (zm. ?)
  - Karl Pelman, niemiecki psychiatra (zm. 1916)
- 1839 – Rudolf Utpadel, niemiecki botanik, pszczelarz, pedagog (zm. 1922)
- 1840 – Feliks Jakub Halpert, polski bankier pochodzenia żydowskiego (zm. 1891)
- 1841:
  - Paweł Belcarz, polski podporucznik, uczestnik powstania styczniowego (zm. 1924)
  - Carl Gräbe, niemiecki chemik, wykładowca akademicki (zm. 1927)
- 1843:
  - Evald Tang Kristensen, duński pisarz, folklorysta (zm. 1929)
  - Josef Stadler, chorwacki duchowny katolicki, teolog, pierwszy arcybiskup metropolita wszechbośniacki (zm. 1918)
- 1844 – Franz von Schönborn, czeski duchowny katolicki, biskup czeskobudziejowicki, arcybiskup metropolita praski i prymas Czech (zm. 1899)
- 1846 – Roman May, polski chemik, nauczyciel, działacz społeczny, przemysłowiec (zm. 1887)
- 1847:
  - Tymoteusz Łuniewski, polski ziemianin, wynalazca, racjonalizator, meteorolog, etnograf, archeolog, agronom, działacz społeczny (zm. 1905)
  - Radomir Putnik, serbski dowódca wojskowy (zm. 1917)
  - Otto Zardetti, szwajcarski duchowny katolicki, arcybiskup, dyplomata papieski (zm. 1902)
- 1848:
  - Jan Kubisz, polski nauczyciel, poeta, pamiętnikarz (zm. 1929)
  - Alfred Moschkau, niemiecki badacz historii regionalnej, publicysta, poeta, filatelista (zm. 1912)
  - Hans Schatzmann, szwajcarski polityk, kanclerz federalny (zm. 1923)
  - Wasilij Surikow, rosyjski malarz (zm. 1916)
- 1850:
  - Hermann Ebbinghaus, niemiecki psycholog, wykładowca akademicki (zm. 1909)
  - Charles Ranlett Flint, amerykański przedsiębiorca (zm. 1934)
  - Giuseppe Mori, włoski kardynał (zm. 1934)
- 1852 – Nazariusz (Blinow), rosyjski biskup prawosławny (zm. po 1928)
- 1853:
  - Sigbert Ganser, niemiecki psychiatra (zm. 1931)
  - Paul Julius Möbius, niemiecki neurolog (zm. 1907)
- 1854 – Paul Natorp, niemiecki filozof, wykładowca akademicki (zm. 1924)
- 1855 – Frank Hadow, brytyjski tenisista (zm. 1946)
- 1858 – Constance Naden, brytyjska pisarka, poetka, myślicielka (zm. 1889)
- 1859 – Aleksandr Iljinski, rosyjski kompozytor (zm. 1920)
- 1862:
  - Karol Richtman-Rudniewski, polski major, architekt, inżynier budownictwa (zm. 1921)
  - Edith Wharton, amerykańska pisarka (zm. 1937)
- 1863:
  - Ferdinand Hellmesberger, austriacki wiolonczelista, dyrygent (zm. 1940)
  - Ostap Nyżankiwski, ukraiński duchowny greckokatolicki, działacz społeczny, polityk, kompozytor, dyrygent (zm. 1919)
- 1864:
  - Marguerite Durand, francuska dziennikarka, feministka (zm. 1936)
  - Andrzej Niemojewski, polski prozaik, poeta, publicysta, religioznawca, astralista (zm. 1921)
  - Louis Leopold Poniatowski, polski książę (zm. 1954)
- 1868 – Józef Nowkuński, polski inżynier kolejowy (zm. 1952)
- 1870 – Herbert Kilpin, angielski piłkarz, trener (zm. 1916)
- 1871:
  - Jiří Karásek, czeski poeta, prozaik (zm. 1951)
  - Hermann Triepel, niemiecki anatom, embriolog, wykładowca akademicki (zm. 1935)
- 1872:
  - Gleb Krżyżanowski, radziecki inżynier elektryk, polityk pochodzenia polskiego (zm. 1959)
  - Jan Sawicki, polski generał brygady (zm. 1940)
  - Carlo Sforza, włoski hrabia, dyplomata, polityk (zm. 1952)
  - Morris Travers, brytyjski chemik, wykładowca akademicki (zm. 1961)
  - Ethel Turner, brytyjska pisarka (zm. 1958)
- 1873:
  - Tadeusz Bobrowski, polski generał brygady, inżynier-mechanik okrętowy (zm. 1930)
  - Karol Hadaczek, polski archeolog, wykładowca akademicki (zm. 1914)
  - Frīdrihs Lengniks, łotewski i radziecki polityk (zm. 1936)
  - Dmitrij Uszakow, rosyjski językoznawca, wykładowca akademicki (zm. 1942)
- 1874:
  - Siergiej Czornyj, rosyjski astronom (zm. 1956)
  - Witold Eugeniusz Orłowski, polski lekarz internista (zm. 1966)
- 1875 – Józef Bednarczyk, polski polityk, poseł na Sejm RP (zm. 1928)
- 1876 – Friedrich von Buch, niemiecki generał major Luftwaffe (zm. 1959)
- 1878:
  - George Earp, brytyjsko-australijski polityk (zm. 1933)
  - Constance Naden, brytyjska pisarka, poetka, myślicielka (zm. 1889)
- 1879:
  - Franciszek Batorowicz, pokski działacz społeczny i polityczny, burmistrz Dąbrowy Tarnowskiej (zm. 1956)
  - Stanisław Lubodziecki, polski pułkownik, polityk, prezydent RP na uchodźstwie (zm. 1975)
  - Stanisław Ludkewycz, ukraiński kompozytor, muzykoznawca, badacz folkloru, pedagog (zm. 1979)
- 1880:
  - Bohdan Chełmicki, polski prawnik, notariusz, dyplomata (zm. 1962)
  - Gennosuke Fuse, japoński neuroanatom, wykładowca akademicki (zm. 1946)
  - Jutta z Meklemburgii-Strelitz, księżniczka meklemburska, księżna czarnogórska (zm. 1946)
- 1882:
  - Harold Babcock, amerykański astronom (zm. 1968)
  - Ödön Bodor, węgierski lekkoatleta, sprinter i średniodystansowiec, piłkarz (zm. 1927)
  - Sigfrid Siwertz, szwedzki prozaik, poeta (zm. 1970)
- 1883 – Estelle Winwood, amerykańska aktorka pochodzenia brytyjskiego (zm. 1984)
- 1884:
  - Thomas Blamey, australijski marszałek polny (zm. 1951)
  - Saverio Ritter, włoski duchowny katolicki, arcybiskup, nuncjusz apostolski (zm. 1951)
- 1885 – Jurij Taricz, białoruski reżyser i scenarzysta filmowy (zm. 1967)
- 1886:
  - Jean Hauptmanns, niemiecki zapaśnik (zm. ?)
  - Henry King, amerykański reżyser filmowy (zm. 1982)
  - Karol Mathea, polski duchowny katolicki, działacz społeczny i polityczny (zm. 1964)
- 1887 – Paul Wenzel, niemiecki pilot wojskowy, as myśliwski (zm. 1964)
- 1888:
  - Anna María Aranda Riera, hiszpańska działaczka Akcji Katolickiej, męczennica, błogosławiona (zm. 1936)
  - Vicki Baum, austriacka pisarka pochodzenia żydowskiego (zm. 1960)
  - Ernst Heinkel, niemiecki przedsiębiorca i konstruktor lotniczy (zm. 1958)
- 1890 – Jerzy Kozicki, polski inżynier naftowy, przedsiębiorca, polityk, poseł na Sejm RP (zm. 1952)
- 1891:
  - Walther Model, niemiecki feldmarszałek (zm. 1945)
  - Stanisław Nilski-Łapiński, polski podpułkownik, inżynier (zm. 1922)
  - Karel Petrů, czeski trener piłkarski, dziennikarz i działacz sportowy (zm. 1949)
- 1892:
  - Franz Aigner, austriacki sztangista (zm. 1970)
  - Kazimierz Nizieński, polski major piechoty, uczestnik podziemia antykomunistycznego (zm. 1952)
  - Sylwester Stachiewicz, polski major intendent (zm. 1940)
  - Arkadij Szwiecow, rosyjski konstruktor silników lotniczych (zm. 1953)
- 1893:
  - Erik Friborg, szwedzki kolarz szosowy (zm. 1968)
  - Wiktor Szkłowski, rosyjski pisarz, scenarzysta filmowy, literaturoznawca (zm. 1984)
- 1894:
  - Kazimierz Kanaś, polski major, kompozytor, kapelmistrz, organista (zm. 1980)
  - Franciszek Pieczko, polski robotnik, działacz komunistyczny (zm. 1945)
  - Gieorgij Połbicyn, radziecki polityk (zm. 1937)
  - Wilhelm Schnyder, szwajcarski strzelec sportowy (zm. 1946)
- 1895:
  - Albert Divo, francuski kierowca wyścigowy (zm. 1966)
  - Eugen Roth, niemiecki poeta, nowelista, humorysta (zm. 1976)
- 1896:
  - Jerzy Gołogórski, polski kapitan artylerii (zm. 1939)
  - Johannes Theodor Suhr, duński duchowny katolicki, biskup kopenhaski (zm. 1897)
- 1897:
  - Angelo De Martini, włoski kolarz torowy (zm. 1979)
  - Paul Fejos, amerykański reżyser filmowy pochodzenia węgierskiego (zm. 1963)
  - José Alfredo López, argentyński piłkarz (zm. 1969)
- 1898:
  - Karl Hermann Frank, niemiecki funkcjonariusz i zbrodniarz nazistowski (zm. 1946)
  - Walenty Habandt, polski działacz społeczny i polityczny na Mazurach (zm. 1940)
  - Sylwiusz Mikucki, polski historyk, filozof, wykładowca akademicki (zm. 1983)
  - Aleksander Pawlicki, polski starszy ułan (zm. 1933)
  - (lub 24 listopada) Guus Scheffer, holenderski sztangista (zm. 1952)
- 1899:
  - Feliks Rybicki, polski pianista, dyrygent, kompozytor, pedagog (zm. 1978)
  - Hoyt Vandenberg, amerykański generał, dyrektor Centrali Wywiadu (zm. 1954)
- 1900:
  - Heinz Hax, niemiecki generał major, pięcioboista nowoczesny, strzelec sportowy (zm. 1969)
  - Małgorzata, księżniczka Saksonii (zm. 1962)
  - Alfred Świerkosz, polski dziennikarz, fotograf (zm. 1968)
- 1901:
  - Maciej Masłowski, polski historyk sztuki (zm. 1976)
  - Michaił Romm, rosyjski reżyser i scenarzysta filmowy, pedagog pochodzenia żydowskiego (zm. 1971)
- 1902:
  - Maria Czekańska, polska geograf (zm. 1991)
  - Oskar Morgenstern, niemiecki ekonomista (zm. 1977)
- 1903:
  - Antoni Pawłowski, polski duchowny katolicki, biskup włocławski (zm. 1968)
  - Louis de Wohl, niemiecki pisarz katolicki (zm. 1961)
- 1904:
  - Irena Gwizdała, polska lekkoatletka, sprinterka (zm. 1982)
  - Wivan Pettersson, szwedzka pływaczka (zm. 1976)
- 1905 – Étienne Balázs, węgiersko-francuski sinolog (zm. 1963)
- 1907 – Maurice Couve de Murville, francuski polityk, premier Francji (zm. 1999)
- 1908:
  - Barbara Ludwiżanka, polska aktorka (zm. 1990)
  - Duncan Sandys, brytyjski polityk (zm. 1987)
- 1909:
  - Jean Peytel, francuski żeglarz sportowy (zm. 2002)
  - Ann Todd, brytyjska aktorka (zm. 1993)
- 1910 – Doris Haddock, amerykańska działaczka społeczna i polityczna (zm. 2010)
- 1911:
  - Gyula Lázár, węgierski piłkarz, trener (zm. 1983)
  - C.L. Moore, amerykańska pisarka science fiction i fantasy (zm. 1987)
- 1913:
  - Norman Dello Joio, amerykański organista, kompozytor, pedagog pochodzenia włoskiego (zm. 2008)
  - Jan Słobodzian, polski polityk, poseł na Sejm PRL (zm. 2002)
  - Wiesław Sobierajski, polski matematyk, dyplomata (zm. 1986)
- 1914:
  - Hans Cattini, szwajcarski hokeista (zm. 1987)
  - Georges Cravenne, francuski producent filmowy (zm. 2009)
  - Thomas Donnellan, amerykański duchowny katolicki, arcybiskup Atlanty (zm. 1987)
  - Hana Vítová, czeska aktorka (zm. 1987)
- 1915 – Robert Motherwell, amerykański malarz (zm. 1991)
- 1916:
  - Rafael Caldera, wenezuelski polityk, prezydent Wenezueli (zm. 2009)
  - Gene Mako, amerykański tenisista (zm. 2013)
  - Jiřina Steimarová, czeska aktorka (zm. 2007)
- 1917:
  - Ernest Borgnine, amerykański aktor (zm. 2012)
  - Marcel Hansenne, francuski lekkoatleta, średniodystansowiec (zm. 2002)
  - Bolesław Kowalski, polski pułkownik, działacz kombatancki (zm. 2018)
- 1918:
  - Art Cross, amerykański kierowca wyścigowy (zm. 2005)
  - Gottfried von Einem, austriacki kompozytor (zm. 1996)
- 1919 – Andrzej Wąsowski, polsko-amerykański pianista (zm. 1993)
- 1920:
  - Johan Andersen, duński kajakarz (zm. 2003)
  - Teresa Baranowska-George, polska okulistka (zm. 2017)
  - Lech Bądkowski, polski pisarz, dziennikarz, tłumacz (zm. 1984)
  - Stig Danielsson, szwedzki lekkoatleta, sprinter (zm. 2011)
  - Jerry Maren, amerykański aktor, kaskader (zm. 2018)
- 1921:
  - Tony Halik, polski dziennikarz, pisarz, podróżnik, operator filmowy, fotograf, autor programów telewizyjnych o tematyce podróżniczej (zm. 1998)
  - Zygmunt Kęstowicz, polski aktor (zm. 2007)
  - Zygmunt Sójka, polski ekonomista, wykładowca akademicki, lektor, aktor i konferansjer radiowy (zm. 2016)
  - Tadeusz Zawadzki, polski harcmistrz, instruktor harcerski, podporucznik AK (zm. 1943)
- 1922:
  - Daniel Boulanger, francuski prozaik, poeta, aktor (zm. 2014)
  - Anna Morawska, polska publicystka katolicka, tłumaczka (zm. 1972)
  - Władysław Skubisz, polski kapral podchorąży, żołnierz AK (zm. 1944)
  - Tadeusz Świtała, polski historyk, dziennikarz (zm. 1991)
- 1923 – Simeon ten Holt, holenderski kompozytor (zm. 2012)
- 1924:
  - Gloria Connors, amerykańska tenisistka (zm. 2007)
  - Catherine Hamlin, australijska ginekolog-położnik (zm. 2020)
  - Ernst Kozub, niemiecki śpiewak operowy (tenor) (zm. 1971)
  - William McCormack, amerykański duchowny katolicki, biskup pomocniczy Nowego Jorku (zm. 2013)
  - Edward Spencer, brytyjski arystokrata, polityk (zm. 1992)
- 1925:
  - Danuta Gościcka, polska anatom, wykładowczyni akademicka (zm. 2015)
  - Owen Maddock, brytyjski inżynier, projektant (zm. 2000)
  - Władlen Michajłow, radziecki generał armii (zm. 2004)
  - Meir M. Lehman, brytyjski informatyk (zm. 2010)
  - Maria Tallchief, amerykańska tancerka (zm. 2013)
- 1926:
  - Georges Lautner, francuski reżyser filmowy (zm. 2013)
  - Eugeniusz Lewacki, polski hokeista (zm. 2025)
- 1927:
  - Paula Hawkins, amerykańska polityk, senator (zm. 2009)
  - Antonio Ruberti, włoski inżynier, wykładowca akademicki, polityk (zm. 2000)
- 1928:
  - Desmond Morris, brytyjski zoolog, etolog, pisarz
  - Michel Serrault, francuski aktor (zm. 2007)
- 1929:
  - Robert Faurisson, francuski literaturoznawca, publicysta, negacjonista (zm. 2018)
  - Mieczysław Motas, polski historyk, archiwista (zm. 2018)
  - Nikolla Zoraqi, albański kompozytor, skrzypek (zm. 1991)
- 1930:
  - Kjell Eugenio Laugerud García, gwatemalski generał, polityk, minister obrony, prezydent Gwatemali (zm. 2009)
  - Helena Raszka, polska poetka (zm. 2016)
  - Andrzej Wojciechowski, polski poeta (zm. 1984)
  - Wu Jinglian, chiński ekonomista, wykładowca akademicki
- 1931:
  - Zbigniew Bobak, polski nauczyciel, polityk, poseł na Sejm RP (zm. 2025)
  - Jan Bratkowski, polski aktor, reżyser teatralny (zm. 2015)
  - Ivar Genesjö, szwedzki szpadzista (zm. 2020)
  - Lars Hörmander, szwedzki matematyk (zm. 2012)
  - Stanisław Węgrzyn, polski genetyk (zm. 2008)
- 1932:
  - Bogdan Bartnikowski, polski pilot wojskowy, pisarz, reportażysta
  - Mirosława Bobrowska, polska nauczycielka, folklorystka, etnochoreografka (zm. 2017)
  - Henri Nouwen, holenderski duchowny katolicki, pisarz (zm. 1996)
  - Silviu Stănculescu, rumuński aktor (zm. 1998)
- 1933:
  - Kamran Bağırov, azerski polityk komunistyczny (zm. 2000)
  - Irena Brodzińska, polska śpiewaczka operetkowa, tancerka, aktorka (zm. 2024)
  - Nico Fidenco, włoski piosenkarz, kompozytor (zm. 2022)
  - Kadir Mısıroğlu, turecki prawnik, pisarz, dziennikarz (zm. 2019)
  - Aleksander Szymański, polski szachista (zm. 2011)
- 1934:
  - Alicja Bieńkowska, polska polityk, poseł na Sejm RP
  - Theodor Ghițescu, rumuński szachista (zm. 2008)
  - Leonard Goldberg, amerykański producent filmowy pochodzenia żydowskiego (zm. 2019)
  - Stanisław Grochowiak, polski poeta, dramatopisarz, publicysta, scenarzysta filmowy (zm. 1976)
  - Burdette Haldorson, amerykański koszykarz
  - Henryk Kempny, polski piłkarz (zm. 2016)
  - Leszek Kostecki, polski malarz, grafik (zm. 1988)
  - Pierre Minvielle, francuski speleolog, pisarz (zm. 2018)
  - Stanisław Penczek, polski chemik, wykładowca akademicki
- 1935:
  - Gaqo Çako, albański śpiewak operowy (tenor) (zm. 2018)
  - Janusz Maciej Hereźniak, polski biolog, botanik, wykładowca akademicki (zm. 2016)
- 1936:
  - Aleksander Polek, polski aktor (zm. 2018)
  - Andrzej Popiel, polski aktor (zm. 2020)
  - Jerzy Rokita, polski ekonomista, wykładowca akademicki
- 1937:
  - Sŏng Hye Rim, północnokoreańska aktorka (zm. 2002)
  - Edward Warzecha, polski aktor (zm. 2011)
- 1938:
  - Francisco Fernández Carvajal, hiszpański duchowny katolicki, pisarz religijny
  - Gyula Török, węgierski bokser (zm. 2014)
- 1939:
  - Carlos Aponte, kolumbijski piłkarz (zm. 2008)
  - Renate Garisch-Culmberger, niemiecka lekkoatleta, kulomiotka (zm. 2023)
  - Joseph Vilsmaier, niemiecki reżyser i operator filmowy (zm. 2020)
- 1940:
  - Vito Acconci, amerykański architekt (zm. 2017)
  - Franz Berger, austriacki zapaśnik (zm. 2012)
  - Xhezair Dafa, albański aktor, reżyser filmowy (zm. 2020)
  - Joachim Gauck, niemiecki duchowny luterański, publicysta, polityk, prezes Federalnego Urzędu ds. Akt Stasi, prezydent Niemiec
- 1941:
  - Michael Chapman, brytyjski piosenkarz, gitarzysta
  - Neil Diamond, amerykański piosenkarz, autor tekstów
  - Maria Klimowicz, polska lekarka, działaczka społeczna (zm. 1995)
  - Aaron Neville, amerykański piosenkarz
  - Jurij Pokalczuk, ukraiński pisarz, tłumacz, filolog (zm. 2008)
- 1942:
  - Olav Nilsen, norweski piłkarz (zm. 2021)
  - Ernst Streng, niemiecki kolarz szosowy i torowy (zm. 1993)
- 1943:
  - Audrey McElmury, amerykańska kolarka szosowa i torowa (zm. 2013)
  - Jadwiga Skórzewska-Łosiak, polska prawnik, sędzia Trybunału Konstytucyjnego (zm. 2021)
  - Peter Struck, niemiecki polityk, minister obrony narodowej (zm. 2012)
  - Sharon Tate, amerykańska aktorka (zm. 1969)
  - Manuel Velázquez, hiszpański piłkarz (zm. 2016)
- 1944:
  - Gian Franco Kasper, szwajcarski działacz sportowy, prezydent FIS (zm. 2021)
  - Andrzej Łągwa, polski aktor (zm. 2022)
  - Kevin MacDonald, amerykański psycholog
  - Jim McCourt, irlandzki bokser (zm. 2023)
  - Klaus Nomi, niemiecki piosenkarz (zm. 1983)
- 1945:
  - Valério Breda, brazylijski duchowny katolicki, biskup Penedo (zm. 2020)
  - John Garamendi, amerykański polityk, kongresman
  - Eva Janko, austriacka lekkoatletka, oszczepniczka
  - Norbert Ozimek, polski sztangista
- 1946:
  - Jerzy Kronhold, polski poeta, reżyser teatralny, dyplomata (zm. 2022)
  - Menachem Magidor, izraelski matematyk
  - Michael Ontkean, kanadyjski aktor
- 1947:
  - Giorgio Chinaglia, włoski piłkarz (zm. 2012)
  - Michio Kaku, amerykański fizyk teoretyk pochodzenia japońskiego
  - Jerzy Konikowski, polski szachista, trener szachowy, publicysta
  - Romuald Kujawski, polski duchowny katolicki, biskup Porto Nacional w Brazylii
  - Ołeksandr Tkaczenko, ukraiński piłkarz, bramkarz, trener
  - Warren Zevon, amerykański wokalista i kompozytor rockowy (zm. 2003)
- 1948:
  - Michael Des Barres, brytyjski aktor, piosenkarz
  - Ryszard Jakubisiak, polski aktor (zm. 2023)
  - Jan Malicki, polski historyk literatury, bibliotekarz
  - Caj Malmberg, fiński zapaśnik
  - Krystyna Nawrocka, polska reżyserka filmów dokumentalnych (zm. 2007)
  - Miklós Németh, węgierski polityk, premier Węgier
  - Barbara Maria Okulicz-Sługocka, polska dziennikarka radiowa (zm. 2023)
  - Werner Seibold, niemiecki strzelec sportowy (zm. 2012)
- 1949:
  - John Belushi, amerykański aktor, piosenkarz pochodzenia albańskiego (zm. 1982)
  - Nikolaus Brender, niemiecki dziennikarz
  - Nadieżda Iljina, rosyjska lekkoatletka, sprinterka (zm. 2013)
  - Jean-Henri Roger, francuski aktor, reżyser i scenarzysta filmowy (zm. 2012)
  - Maguito Vilela, brazylijski prawnik, polityk, gubernator Goiás, burmistrz Goiânii (zm. 2021)
- 1950:
  - Daniel Auteuil, francuski aktor
  - Jürgen Bertow, niemiecki wioślarz
  - Krzysztof Buszko, polski inżynier górnictwa, związkowiec, działacz opozycji antykomunistycznej
  - Mário Cardoso, portugalski aktor, reżyser dubbingu
  - Matilde Fernández, hiszpańska działaczka związkowa i samorządowa, polityk
  - Paweł Górski, polski internista, alergolog, wykładowca akademicki
  - Irena Kamińska-Szmaj, polska matematyk, filolog polski, wykładowczyni akademicka
  - Wojciech Katner, polski prawnik, wykładowca akademicki, instruktor harcerski, harcmistrz, przewodniczący ZHP, sędzia Sądu Najwyższego
  - Nikołaj Szamałow, rosyjski przedsiębiorca
- 1951:
  - Rogelio Cabrera López, meksykański duchowny katolicki, arcybiskup Monterrey
  - Mieczysław Cieniuch, polski generał, dyplomata
  - Tadeusz Kwaśniak, polski seryjny morderca, pedofil (zm. 1991)
  - Georg Spohr, niemiecki wioślarz
  - Mike Thompson, amerykański polityk
- 1952:
  - Raymond Domenech, francuski piłkarz, trener
  - Fausto Gaibor García, ekwadorski duchowny katolicki, biskup Tulcán (zm. 2021)
  - Siegfried Hausner, niemiecki terrorysta (zm. 1975)
- 1953:
  - Jurij Baszmiet, rosyjski altowiolista
  - Aleksander Mikołajczak, polski aktor
  - Mun Jae-in, południowokoreański prawnik, polityk, prezydent Korei Południowej
  - Zdzisław Pisarek, polski polityk, poseł na Sejm RP
  - Marek Ruciński, polski ortopeda, polityk, poseł na Sejm RP
- 1954:
  - Irene Miracle, amerykańska aktorka
  - Krystyna Wachelko-Zaleska, polska aktorka
  - Glenn Worf, amerykański basista
  - Marek Wójcik, polski związkowiec, polityk, poseł na Sejm RP
- 1955:
  - Jim Montgomery, amerykański pływak
  - Ewa Puszczyńska, polska producentka filmowa
  - Alan Sokal, amerykański fizyk, matematyk pochodzenia żydowskiego
  - Anna Stanieczek, polska łuczniczka
  - Grzegorz Stec, polski malarz
- 1956:
  - Denise Burton, brytyjska kolarka szosowa i torowa
  - Jan Dyduch, polski karateka, działacz sportowy
  - Izabela Maciak-Balejko, polska aktorka
  - Agus Martowardojo, indonezyjski ekonomista, polityk
  - Lounès Matoub, algierski muzyk (zm. 1998)
  - Hans Smits, holenderski piłkarz wodny
  - Swietłana Wasilenko, rosyjska pisarka
- 1957:
  - Mark Eaton, amerykański koszykarz (zm. 2021)
  - Krzysztof Parulski, polski generał, prawnik
- 1958:
  - Lou Correa, amerykański polityk, kongresman
  - Barbara Kosmowska, polska pisarka
  - Frank Ullrich, niemiecki biathlonista
- 1959:
  - Michel Preud’homme, belgijski piłkarz, bramkarz, trener
  - Vic Reeves, brytyjski komik
- 1960:
  - Fridolin Ambongo, kongijski duchowny katolicki, arcybiskup Kinszasy, kardynał
  - Wojciech Maziarski, polski dziennikarz, publicysta, pisarz
  - Monika Ryniak, polska polityk, poseł na Sejm RP
- 1961:
  - Jorge Barrios, urugwajski piłkarz, trener
  - Guido Buchwald, niemiecki piłkarz
  - Ołeksandr Irwaneć, ukraiński poeta, prozaik, dramaturg
  - Marian Janicki, polski generał BOR
  - Christa Kinshofer, niemiecka narciarka alpejska
  - Nastassja Kinski, niemiecka aktorka
  - Evi Kratzer, szwajcarska biegaczka narciarska
  - William Van Dijck, belgijski lekkoatleta, długodystansowiec
- 1962:
  - Andrzej Derdziuk, polski zakonnik, teolog
  - Zbigniew Derdziuk, polski polityk, urzędnik państwowy
  - Antonina Ordina, rosyjsko-szwedzka biegaczka narciarska
  - Dorota Rutkowska, polska dziennikarka, działaczka samorządowa, polityk, poseł na Sejm RP
- 1963:
  - Jacek Marszałek, polski pilot szybowcowy i samolotowy (zm. 2013)
  - Arnold Vanderlyde, holenderski bokser
- 1964:
  - Violeta Bulc, słoweńska polityk
  - Stefano Cerioni, włoski florecista
  - Annika Dahlmann, szwedzka biegaczka narciarska
  - Silvester Lavrík, słowacki pisarz, poeta, reżyser teatralny i radiowy, dramaturg, scenarzysta
  - Carole Merle, francuska narciarka alpejska
- 1965:
  - Robin Dutt, niemiecki piłkarz, trener i działacz piłkarski pochodzenia indyjskiego
  - Jacek Licznerski, polski lekkoatleta, sprinter
  - Carlos Saldanha, brazylijski reżyser filmowy
  - Takashi Tokita, japoński twórca gier komputerowych
  - Margaret Urlich, nowozelandzka piosenkarka (zm. 2022)
- 1966:
  - Petr Bendl, czeski polityk
  - Marek Chowaniec, polski scenograf teatralny, telewizyjny i filmowy
  - Fennis Dembo, amerykański koszykarz
  - Shaun Donovan, amerykański polityk
  - Michael Forgeron, kanadyjski wioślarz
  - Karin Viard, francuska aktorka
- 1967:
  - Andriej Bielanin, rosyjski poeta, prozaik, malarz
  - Phil LaMarr, amerykański aktor, komik
  - John Myung, amerykański basista, członek zespołu Dream Theater
  - Dorota Nowosielska, polska siatkarka
  - Wiktar Raniejski, mołdawski kajakarz, kanadyjkarz, trener
  - Agnieszka Schulz-Brzyska, polska instrumentalistka, wykładowca akademicki
  - Milenko Špoljarić, cypryjski piłkarz pochodzenia chorwackiego
- 1968:
  - Fernando Escartín, hiszpański kolarz szosowy
  - Jarosław Matwiejuk, polski prawnik, polityk, poseł na Sejm RP
  - Carlos Turrubiates, meksykański piłkarz, trener
- 1969:
  - Louise Currey, australijska lekkoatletka, wieloboistka i oszczepniczka
  - Albina Kamoliddinowa, tadżycka łuczniczka
  - Dariusz Mejsner, polski pięcioboista nowoczesny
  - Dariusz Mróz, polski bokser, trener (zm. 2018)
  - Wojciech Orliński, polski dziennikarz, publicysta, pisarz
  - Stephanie Romanov, amerykańska aktorka, modelka
  - Paweł Szałamacha, polski prawnik, polityk, poseł na Sejm RP, minister finansów
- 1970:
  - Roberto Bonano, argentyński piłkarz, bramkarz
  - Yuriý Bordolimow, turkmeński piłkarz
  - Matthew Lillard, amerykański aktor
  - Adam Pierończyk, polski saksofonista jazzowy
- 1971:
  - José Carlos Fernández, boliwijski piłkarz, bramkarz
  - Niels Christian Jørgensen, duński piłkarz, bramkarz
  - Aleksandra Kobielak, polska modelka fitness, aktorka
  - Bogumiła Matusiak, polska kolarka szosowa
  - Tomasz Niewiadomski, polski rysownik, twórca komiksów
  - Jewgienij Owczinnikow, rosyjski wspinacz sportowy
- 1972:
  - Muriel Baumeister, austriacka aktorka
  - Beth Hart, amerykańska piosenkarka, pianistka
  - Agnieszka Sypień, polska zawodniczka karate
  - Ulla Werbrouck, belgijska judoczka
- 1973:
  - Reda Aleliūnaitė-Jankovska, litewska koszykarka
  - William Gregory Lee, amerykański aktor
  - Roman Przylipiak, polski reżyser i scenarzysta filmowy, grafik, fotograf
- 1974:
  - Ed Helms, amerykański aktor
  - Tomasz Sekielski, polski dziennikarz, autor filmów dokumentalnych, reportaży telewizyjnych i książek
  - Rokia Traoré, malijska piosenkarka, gitarzystka, autorka tekstów
- 1975:
  - Gianluca Basile, włoski koszykarz
  - Teresa Drozda, polska dziennikarka, prezenterka radiowa
  - Rafał Giec, polski muzyk, kompozytor, członek zespołów: Armia, Candida oraz Budzy i Trupia Czaszka
  - Rónald Gómez, kostarykański piłkarz, trener
  - Charalambos Papadias, grecki lekkoatleta, sprinter
  - Karol Sionek, polski muzyk, pedagog
  - Márcio de Souza, brazylijski lekkoatleta, płotkarz
  - Dmitrij Stratan, rosyjski piłkarz wodny pochodzenia ukraińskiego
- 1976:
  - Karolina Dryzner, polska aktorka
  - Indrė Jakubaitytė, litewska lekkoatletka, oszczepniczka
  - Natalia Niemen, polska piosenkarka
  - Bożena Trzcińska, polska lekkoatletka, skoczkini w dal
  - Frano Vićan, chorwacki piłkarz wodny
  - Maciej Żywno, polski polityk, samorządowiec, wojewoda podlaski
- 1977:
  - Minke Booij, holenderska hokeistka na trawie
  - Andrija Gerić, serbski siatkarz
  - Meng Guanliang, chiński kajakarz, kanadyjkarz
  - Johann Urb, estoński aktor
  - Vienio, polski raper, wokalista, autor tekstów
  - Anton Žlogar, słoweński piłkarz
- 1978:
  - Hamide Bıkçın Tosun, turecka taekwondzistka
  - Mark Hildreth, kanadyjski aktor
  - Jekatierina Klimowa, rosyjska aktorka
  - Giuzel Maniurowa, rosyjsko-kazachska zapaśniczka
  - Tomokazu Myōjin, japoński piłkarz
- 1979:
  - Andriej Agafonow, rosyjski piłkarz
  - Carsten Bergemann, niemiecki kolarz torowy
  - Kristie Marano, amerykańska zapaśniczka
  - Ricardo Medina Jr., amerykański aktor pochodzenia portorykańskiego
  - Aino-Kaisa Pekonen, fińska polityk
- 1980:
  - Yordanis Arencibia, kubański judoka
  - Jofre, hiszpański piłkarz
  - Anniara Muñoz, kubańska siatkarka
  - Atli Sveinn Þórarinsson, islandzki piłkarz
  - Wilmar Roldán, kolumbijski sędzia piłkarski
  - Rebecca Romero, brytyjska wioślarka, kolarka torowa i szosowa
  - Suzy, portugalska piosenkarka
- 1981:
  - Mario Eggimann, szwajcarski piłkarz
  - Brandon Henschel, amerykański tancerz, aktor
  - Paweł Kumięga, polski aktor
  - Riya Sen, indyjska aktorka, modelka
  - Johan Wiland, szwedzki piłkarz, bramkarz
- 1982:
  - Claudia Heill, austriacka judoczka (zm. 2011)
  - Aitor Hernández, hiszpański kolarz szosowy
  - Liván López, kubański zapaśnik
- 1983:
  - Amélie Goulet-Nadon, kanadyjska łyżwiarka szybka
  - Craig Horner, australijski aktor
  - Shaun Maloney, szkocki piłkarz
  - Scott Speed, amerykański kierowca wyścigowy
  - Igor Wołkow, rosyjski hokeista
- 1984:
  - Jung Jin-sun, południowokoreański szpadzista
  - Witold Kiełtyka, polski perkusista, gitarzysta, członek zespołu Decapitated (zm. 2007)
  - Michael Parkhurst, amerykański piłkarz pochodzenia irlandzkiego
  - Lamont Peterson, amerykański bokser
  - Ashley C. Williams, amerykańska aktorka, piosenkarka
- 1985:
  - Fabiana Claudino, brazylijska siatkarka
  - Ana Maria Gosling, brazylijska siatkarka
  - Miguel La Hera, kubański baseballista
- 1986:
  - Cristiano Araújo, brazylijski piosenkarz (zm. 2015)
  - Mohammad Bagheri Motamed, irański taekwondzista
  - Mischa Barton, brytyjska aktorka, modelka
  - Tyler Flowers, amerykański baseballista
  - Aleksander Kowalski, polski judoka
  - Witalij Mandziuk, ukraiński piłkarz
  - Ricky Ullman, izraelsko-amerykański aktor
- 1987:
  - Wayne Hennessey, walijski piłkarz, bramkarz
  - Paulina Kawalec, polska piłkarka
  - Władisław Skobielew, rosyjski biegacz narciarski
  - Luis Suárez, urugwajski piłkarz
  - Kia Vaughn, amerykańsko-czeska koszykarka
  - Zheng Lulu, chińska kolarka torowa
- 1988:
  - Nina Curtis, australijska żeglarka sportowa
  - Jade Ewen, brytyjska piosenkarka, aktorka
  - Aspar Jaelolo, indonezyjski wspinacz sportowy
  - Selina Jörg, niemiecka snowboardzistka
  - Dorlan Pabón, kolumbijski piłkarz
- 1989:
  - Samba Diakité, malijski piłkarz
  - Calvin Goldspink, brytyjski muzyk, wokalista, członek zespołu S Club 8
  - Gong Lijiao, chińska lekkoatletka, kulomiotka
  - Serdar Kesimal, turecki piłkarz
  - Ki Sung-yong, południowokoreański piłkarz
  - Mi Yang, chińska siatkarka
  - José Quintana, kolumbijski baseballista
  - Stélvio, angolski piłkarz
- 1990:
  - Artjom Artjunin, estoński piłkarz pochodzenia rosyjskiego
  - Ermin Bičakčić, bośniacki piłkarz
  - Aleksandr Djaczenko, rosyjski kajakarz
  - Maarten van Garderen, holenderski siatkarz
  - Rógvi Holm, farerski piłkarz
  - Ryōsuke Irie, japoński pływak
  - Kim Min-seok, południowokoreański aktor
  - Ko Byung-wook, południowokoreański łyżwiarz szybki
  - Yasmany Lugo, kubański zapaśnik
  - Oskar Piechota, polski zawodnik MMA
  - Katarzyna Tyszkiewicz, polska brydżystka
- 1991:
  - Anne Armstrong, amerykańska koszykarka
  - Żan Bełeniuk, ukraiński zapaśnik pochodzenia rwandyjskiego
  - Jemyma Betrian, holenderska pięściarka
  - Rodrigo Corrales, hiszpański piłkarz ręczny, bramkarz
  - Zack Kassian, kanadyjski hokeista
  - Tatjana Kaszyrina, rosyjska sztangistka
  - Li Xuerui, chińska badmintonistka
  - Artiom Łobuzow, rosyjski pływak
  - Flor Ruíz, kolumbijska lekkoatletka, oszczepniczka
  - Andrej Šťastný, słowacki hokeista
  - Logan Stieber, amerykański zapaśnik
  - Necip Uysal, turecki piłkarz
  - Shade Weygandt, amerykańska lekkoatletka, tyczkarka
  - Zé Luís, kabowerdyjski piłkarz
- 1992:
  - Ezequiel Cirigliano, argentyński piłkarz
  - Marko Dmitrović, serbski piłkarz, bramkarz
  - Kevin Krawietz, niemiecki tenisista
  - Mary Opeloge, samoańska sztangistka
  - Yakuba Ouattara, ghański koszykarz
  - Octavio Rivero, urugwajski piłkarz
  - Ole Christian Wendel, norweski narciarz, specjalista kombinacji norweskiej
- 1993: 
  - Choi Jun-hyeong, południowokoreański zapaśnik
  - Mohammed Hameed Farhan, iracki piłkarz, bramkarz
  - Tanja Frank, austriacka żeglarka sportowa
  - Jazmon Gwathmey, portorykańska koszykarka
  - Matthew Puempel, kanadyjski hokeista
- 1994:
  - Martin Frey, niemiecki kolarz górski
  - Thomas Hoban, irlandzki piłkarz
  - Juanpi, wenezuelski piłkarz
  - Daniel-André Tande, norweski skoczek narciarski
  - Alicja Walczak, polska siatkarka
- 1995:
  - Yeray Álvarez, hiszpański piłkarz
  - Dylan Everett, kanadyjski aktor
  - Ishak Ghaiou, algierski zapaśnik
  - Joni Mäki, fiński biegacz narciarski
  - Víctor Milke, meksykański piłkarz
  - Sergiej Spiwak, mołdawski zawodnik MMA
  - Ignacio Vidal, hiszpański piłkarz
  - Belinda Woolcock, australijska tenisistka
- 1996:
  - Iyayi Atiemwen, nigeryjski piłkarz
  - Magda Klemczyńska, polska pięcioboistka nowoczesna
  - Patrik Schick, czeski piłkarz
- 1997:
  - Jonah Bobo, amerykański aktor
  - Nirei Fukuzumi, japoński kierowca wyścigowy
  - Justin James, amerykański koszykarz
  - Riccardo Orsolini, włoski piłkarz
  - Wiktor Sewioł, polski koszykarz
  - Dylan Riley Snyder, amerykański aktor
- 1998:
  - Naji Marshall, amerykański koszykarz
  - Nikol Tabačková, czeska lekkoatletka, oszczepniczka
  - Zhou Yuelong, chiński snookerzysta
- 1999:
  - Vitalie Damașcan, mołdawski piłkarz
  - Amirhosejn Esfandijar, irański siatkarz
  - Pape Gueye, francuski piłkarz pochodzenia senegalskiego
  - Kamil Szymura, polski siatkarz
- 2000:
  - Saki Igarashi, japońska zapaśniczka
  - Ben Johnson, angielski piłkarz
  - Clément Tabur, francuski tenisista
- 2001:
  - Hunter Armstrong, amerykański pływak
  - Maja Jarosińska, polska strzelczyni sportowa
  - Wiktoria Kuczyńska, polska koszykarka
  - Muhammed Furkan Özbek, turecki sztangista
- 2002:
  - Kaio Jorge, brazylijski piłkarz
  - Shingo Nishiyama, japoński łyżwiarz figurowy
  - Amir Richardson, marokański piłkarz pochodzenia amerykańskiego
- 2003 – Amirreza Dehbozorgi, irański zapaśnik
- 2004:
  - Sebastian Gorzny, amerykański tenisista
  - Darío Osorio, chilijski piłkarz
- 2005 – Karmen Bruus, estońska lekkoatletka, skoczkini wzwyż
- 2012 – Atena, członkini duńskiej rodziny królewskiej

## Zmarli
- 41:
  - Cezonia, czwarta żona Kaliguli (ur. 6)
  - Julia Druzylla, córka Kaliguli (ur. 39)
  - Kaligula, cesarz rzymski (ur. 12)
- 661 – Ali ibn Abi Talib, kalif, pierwszy imam szyitów (ur. ok. 604)
- 772 – Stefan III (IV), papież (ur. ok. 720)
- 817 – Stefan IV (V), papież (ur. ?)
- 863 – Karol, król Prowansji (ur. 845)
- 1125 – Dawid IV Budowniczy, król Gruzji, święty prawosławny (ur. 1073)
- 1336 – Alfons IV Łagodny, król Aragonii (ur. 1299)
- 1349 – Lucchino Visconti, regent Mediolanu (ur. 1287)
- 1397 – Markolin z Forli, włoski dominikanin, błogosławiony (ur. 1317)
- 1473 – Conrad Paumann, niemiecki kompozytor, organista (ur. ?)
- 1515 – Paula Gambara Costa, włoska tercjarka franciszkańska, błogosławiona (ur. 1463)
- 1588 – Hawryło Hołubek, rotmistrz kozacki w służbie polskiej (ur. ?)
- 1595 – Ferdynand II Habsburg, austriacki arcyksiążę, namiestnik Czech, książę Tyrolu (ur. 1529)
- 1666 – Johann Andreas Herbst, niemiecki kompozytor, teoretyk muzyki (ur. 1588)
- 1679 – Wilhelm Ireland, angielski jezuita, męczennik, błogosławiony (ur. 1636)
- 1708 – Fryderyk II, landgraf Hesji-Homburg (ur. 1633)
- 1709:
  - Stanisław Franciszek Biegański, polski duchowny katolicki, biskup bakowski (ur. 1649/50)
  - George Rooke, angielski admirał (ur. 1650)
- 1711 – Jean Bérain (ojciec), francuski malarz, dekorator teatralny, rytownik, projektant ornamentów i mebli (ur. 1640)
- 1744 – Maria Poussepin, francuska zakonnica, błogosławiona (ur. 1653)
- 1745 – Wincenty Maxylewicz, polski kompozytor, dyrygent (ur. ok. 1685)
- 1799 – Henry Tazewell, amerykański prawnik, polityk (ur. 1753)
- 1813 – Theodore Sedgwick, amerykański prawnik, polityk (ur. 1746)
- 1820 – Diego Innico Caracciolo, włoski kardynał (ur. 1759)
- 1824 – Ercole Consalvi, włoski kardynał (ur. 1757)
- 1833 – Teofil III, grecki duchowny prawosławny, patriarcha Aleksandrii (ur. 1764)
- 1838 – Aleksander Chodkiewicz, polski hrabia, dramatopisarz, chemik, litograf, mecenas kultury, kolekcjoner, pułkownik, polityk, wolnomularz (ur. 1776)
- 1839 – Michele Cachia, maltański architekt, inżynier wojskowy (ur. 1760)
- 1848:
  - Christian Gottlob Dierig, niemiecki przemysłowiec (ur. 1781)
  - Horace Wells, amerykański dentysta, jeden z pionierów anestezjologii (ur. 1815)
- 1851:
  - Kazimierz Roch Dmochowski, polski duchowny katolicki, biskup pomocniczy wileński i żmudzki, arcybiskup mohylewski (ur. 1780)
  - Gaspare Spontini, włoski kompozytor, dyrygent (ur. 1774)
- 1852 – Ján Kollár, słowacki duchowny luterański, poeta, publicysta, archeolog, językoznawca, wykładowca akademicki (ur. 1793)
- 1866:
  - George Ord, amerykański biolog, zoolog, ornitolog, pisarz (ur. 1781)
  - James B. Ricaud, amerykański prawnik, polityk (ur. 1808)
- 1871 – Wilhelm Weitling, niemiecki socjalista utopijny, rewolucjonista (ur. 1808)
- 1872:
  - William Webb Ellis, brytyjski pastor anglikański, twórca rugby (ur. 1806)
  - Friedrich Adolf Trendelenburg, niemiecki filozof, filolog, pedagog (ur. 1802)
- 1875 – Gottfried Thomasius, niemiecki duchowny i teolog luterański (ur. 1802)
- 1877 – Johann Christian Poggendorff, niemiecki fizyk (ur. 1796)
- 1881 – James Collinson, brytyjski malarz (ur. 1825)
- 1883 – Friedrich von Flotow, niemiecki kompozytor (ur. 1812)
- 1885:
  - Bellachini, niemiecki iluzjonista (ur. 1827)
  - Adam Stefan Dzwonkowski, polski księgarz, wydawca (ur. 1815)
- 1887 – Moritz Brosig, niemiecki organista, kompozytor (ur. 1815)
- 1894:
  - Alexander von Middendorff, rosyjski zoolog, badacz Syberii pochodzenia bałtyckoniemieckiego (ur. 1815)
  - Constance Fenimore Woolson, amerykańska poetka, pisarka (ur. 1840)
- 1895 – lord Randolph Churchill, brytyjski polityk, ojciec Winstona (ur. 1849)
- 1896 – Klemens Rutowski, polski adwokat, polityk (ur. 1807)
- 1902 – Klimient Czechowicz, rosyjski duchowny prawosławny (ur. 1821)
- 1904 – Fryderyk I, książę Anhaltu, dowódca wojskowy (ur. 1831)
- 1905 – Luigi Piavi, włoski duchowny katolicki, dyplomata papieski, łaciński patriarcha Jerozolimy (ur. 1833)
- 1906:
  - Zygmunt Rodakowski, polski prawnik, adwokat, polityk (ur. 1821)
  - Wincenty Wdowiszewski, polski inżynier, architekt, historyk sztuki, pisarz (ur. 1849/50)
- 1909:
  - Petre S. Aurelian, rumuński polityk, premier Rumunii (ur. 1833)
  - Thomas William Coke, brytyjski arystokrata, krykiecista (ur. 1822)
- 1910 – Adam Czyżewicz, polski ginekolog-położnik, polityk (ur. 1841)
- 1911:
  - Shūsui Kōtoku, japoński dziennikarz, tłumacz, działacz socjalistyczny i anarchistyczny (ur. 1871)
  - David Graham Phillips, amerykański nowelista (ur. 1867)
- 1912 – James Allen, brytyjski pisarz (ur. 1864)
- 1914:
  - David Gill, szkocki astronom (ur. 1843)
  - Jerzy Fryderyk Radziwiłł, polski ziemianin (ur. 1860)
- 1915:
  - Arthur Auwers, niemiecki astronom (ur. 1838)
  - Carl Haag, niemiecki malarz, rytownik (ur. 1820)
- 1918 – Walentyna Łempicka, polska franciszkanka, Służebnica Boża (ur. 1833)
- 1919:
  - Emma Dmochowska, polska pisarka, działaczka oświatowa (ur. 1864)
  - Ismail Qemali, albański działacz niepodległościowy, polityk (ur. 1844)
- 1920:
  - Percy French, irlandzki autor piosenek, akwarelista (ur. 1854)
  - Amedeo Modigliani, włoski malarz, rysownik, rzeźbiarz (ur. 1884)
  - Michaił Takew, bułgarski major, prawnik, polityk (ur. 1890)
- 1924:
  - Maria Adelajda, wielka księżna Luksemburga (ur. 1894)
  - Aleksander Flamberg, polski szachista pochodzenia żydowskiego (ur. 1880)
  - Józef Łazarski, polski lekarz, farmakolog, wykładowca akademicki (ur. 1854)
  - Jerzy Moszyński, polski ziemianin, polityk, publicysta, wydawca, wydawca (ur. 1847)
  - Michaił Rodzianko, rosyjski polityk, przewodniczący Dumy (ur. 1859)
  - Zofia Sokołowska, polska franciszkanka, rzeźbiarka (ur. 1896)
- 1925 – Guy Pierre de Fontgalland, francuski chłopiec, Sługa Boży (ur. 1913)
- 1926:
  - Bernard Milski, polski wydawca, drukarz, działacz patriotyczny (ur. 1856)
  - Benedykt Wodziński, polski inżynier, specjalista budowy mostów, wykładowca akademicki (ur. 1859)
- 1927 – Bazyli (Michajłow), bułgarski biskup prawosławny (ur. 1847)
- 1928 – Antoni Zawadzki, polski generał brygady (ur. 1859)
- 1929 – Wilfred Baddeley, brytyjski tenisista (ur. 1872)
- 1930:
  - Rebecca Latimer Felton, amerykańska pisarka, nauczycielka, działaczka reformatorska, polityk (ur. 1835)
  - Kim Chwa-chin, koreański generał, działacz niepodległościowy i anarchistyczny (ur. 1889)
  - Adam Ruebenbauer, polski prawnik, polityk (ur. 1867)
- 1932:
  - Herbert Norkus, niemiecki członek Hitlerjugend (ur. 1916)
  - Paul Warburg, amerykański bankier pochodzenia niemiecko-żydowskiego (ur. 1869)
  - Alfred Yarrow, brytyjski inżynier, konstruktor i budowniczy okrętów, przedsiębiorca (ur. 1842)
- 1934 – Żeko Radew, bułgarski geograf, wykładowca akademicki (ur. 1875)
- 1935 – Sergiusz (Pietrow), rosyjski biskup prawosławny (ur. 1864)
- 1936 – Adam Benis, polski historyk, dyplomata (ur. 1898)
- 1938 – Wiktor Biłasz, ukraiński anarchista (ur. 1893)
- 1939:
  - Alexander Kanoldt, niemiecki malarz, pedagog (ur. 1881)
  - Jerzy Wiktor Madeyski, polski prawnik, dyplomata, polityk (ur. 1872)
- 1940 – Władysław Takliński, polski inżynier, wykładowca akademicki (ur. 1875)
- 1941 – Sabina Kleczkowska, polska żołnierka Ochotniczej Legii Kobiet (ur. 1900)
- 1942:
  - Paweł Goldstein, polski chirurg, neurochirurg pochodzenia żydowskiego (ur. 1884)
  - Stefan Jastrzębski, polski pułkownik piechoty (ur. 1895)
  - Ignacy Misiąg, polski pułkownik piechoty (ur. 1891)
  - John Payne, angielski rugbysta, krykiecista (ur. 1858)
- 1943:
  - John Burns, brytyjski związkowiec, polityk (ur. 1858)
  - Joe Choynski, amerykański bokser pochodzenia żydowskiego (ur. 1868)
  - Glyndwr Michael, walijski bezdomny (ur. 1909)
- 1944:
  - Tytus Czaki, polski działacz niepodległościowy, legionista, polityk (ur. 1888)
  - Bernhard Lehner, niemiecki chłopiec, Sługa Boży (ur. 1930)
  - François Thureau-Dangin, francuski archeolog, astrolog (ur. 1872)
- 1945:
  - Stanisław Komaszewski, polski rzeźbiarz (ur. 1906)
  - Władysław Lenczewski, polski aktor, scenarzysta filmowy, dyrektor teatrów (ur. 1882)
- 1947:
  - Wilhelm Fuchs, niemiecki zbrodniarz nazistowski (ur. 1898)
  - Jan Marian Krassowski, polski astronom (ur. 1883)
  - Felix Timmermans, flamandzki pisarz, malarz (ur. 1886)
- 1948:
  - Therese Brandl, niemiecka funkcjonariuszka i zbrodniarka nazistowska (ur. 1909)
  - Józef Giaccardo, włoski duchowny katolicki, błogosławiony (ur. 1896)
- 1951 – Abelardo Olivier, włoski szermierz (ur. 1877)
- 1952 – Aleksandras Balčiauskas, litewski duchowny kalwiński, kapelan wojskowy (ur. 1907)
- 1953 – Bagrat Arutiunow, radziecki polityk (ur. 1889)
- 1955:
  - Ira Hayes, amerykański żołnierz pochodzenia indiańskiego (ur. 1923)
  - Friedrich Wilhelm Kopsch, niemiecki anatom, wykładowca akademicki (ur. 1868)
- 1957 – Hans Lindman, szwedzki piłkarz, hokeista (ur. 1884)
- 1958 – Charles Trevelyan, brytyjski polityk (ur. 1870)
- 1959 – Jean Lhermitte, francuski neurolog, psychiatra (ur. 1877)
- 1960:
  - Fiodor Browko, mołdawski polityk komunistyczny (ur. 1904)
  - Edwin Fischer, szwajcarski pianista, dyrygent (ur. 1886)
  - Michaił Malinin, radziecki generał armii, polityk (ur. 1899)
- 1961:
  - Alfred Gilbert, amerykański lekkoatleta, tyczkarz, przedsiębiorca, wynalazca (ur. 1884)
  - Witold Minkiewicz, polski inżynier architekt, wykładowca akademicki (ur. 1880)
- 1962:
  - André Lhote, francuski malarz, rzeźbiarz (ur. 1885)
  - Ahmet Hamdi Tanpınar, turecki pisarz (ur. 1901)
- 1965 – Winston Churchill, brytyjski polityk, pisarz, historyk, premier Wielkiej Brytanii, laureat Nagrody Nobla w dziedzinie literatury (ur. 1874)
- 1967 – Luigi Federzoni, włoski polityk, pisarz (ur. 1878)
- 1969:
  - Pauline Hall, norweska kompozytorka, krytyk muzyczny (ur. 1890)
  - Zezé, brazylijski piłkarz (ur. 1899)
- 1970:
  - Ludwika Bachul, polska rolniczka, Sprawiedliwa wśród Narodów Świata (ur. 1898)
  - Stanisława Selmówna, polska tancerka baletowa, choreografka (ur. 1920)
- 1971:
  - Hermann Matern, wschodnioniemiecki polityk (ur. 1893)
  - William Griffith Wilson, amerykański współzałożyciel wspólnoty Anonimowych Alkoholików (ur. 1895)
- 1972:
  - Gyula Bóbis, węgierski zapaśnik (ur. 1909)
  - Jerome Cowan, amerykański aktor (ur. 1897)
  - Bolesław Olszewicz, polski geograf, kartograf, wykładowca akademicki, bibliotekarz (ur. 1893)
- 1973:
  - J. Carrol Naish, amerykański aktor (ur. 1897)
  - Nazzareno Jacopozzi, włoski franciszkanin, Kustosz Ziemi Świętej (ur. 1878)
- 1974:
  - Aleksandr Garagasz, radziecki polityk (ur. 1906)
  - Marie Nademlejnská, czeska aktorka (ur. 1896)
  - Al Robinson, amerykański bokser (ur. 1947)
- 1975:
  - Erich Kempka, niemiecki oficer SS, osobisty kierowca Adolfa Hitlera (ur. 1910)
  - Zofia Rzeczycka-Wykowska, polska lekarka, sanitariuszka powstańcza (ur. 1899)
  - Franciszek Stopa, polski polityk, poseł na Sejm PRL (ur. 1899)
- 1976:
  - Stefan Koziński, polski architekt (ur. 1902)
  - Pinchas Lawon, izraelski polityk (ur. 1904)
  - Ludwik Slaski, polski działacz społeczny i gospodarczy (ur. 1898)
- 1977:
  - Wartan Aczemian, ormiański reżyser teatralny, pedagog (ur. 1905)
  - Jack Bush, kanadyjski malarz, grafik (ur. 1909)
  - Boris Tolbast, estoński polityk komunistyczny, działacz sportowy (ur. 1922)
  - Adam Wondrausch, polski chemik, wykładowca akademicki (ur. 1904)
- 1978:
  - Irena Horecka, polska aktorka (ur. 1902)
  - Georges Speicher, francuski kolarz szosowy (ur. 1907)
- 1979:
  - Tadeusz Białoszczyński, polski aktor (ur. 1899)
  - Johannes de Klerk, południowoafrykański polityk, p.o. prezydenta RPA (ur. 1903)
  - Franciszek Machalski, polski iranista, wykładowca akademicki (ur. 1904)
  - Ryszard Piec, polski piłkarz, trener (ur. 1913)
  - Mabel Taliaferro, amerykańska aktorka (ur. 1887)
- 1980:
  - Lil Dagover, niemiecka aktorka (ur. 1887)
  - Nils Westermark, szwedzki żeglarz sportowy, lekarz (ur. 1892)
- 1982:
  - Karol Borsuk, polski matematyk, wykładowca akademicki (ur. 1905)
  - Henryk Kowalski, polski skrzypek pochodzenia żydowskiego (ur. 1911)
  - Alfredo Ovando Candía, boliwijski generał, polityk, prezydent Boliwii (ur. 1918)
- 1983:
  - George Cukor, amerykański reżyser filmowy pochodzenia żydowskiego (ur. 1899)
  - Juan Carlos Zabala, argentyński lekkoatleta, maratończyk (ur. 1911)
- 1984:
  - Necmettin Büyükkaya, kurdyjski prawnik, działacz społeczny, więzień polityczny (ur. 1943)
  - Stanisław Cwynar, polski psychiatra, wykładowca akademicki (ur. 1906)
- 1985:
  - Betty Arbuthnott, brytyjska florecistka (ur. 1906)
  - Dalmacio Langarica, hiszpański kolarz szosowy (ur. 1919)
- 1986 – Gordon MacRae, amerykański aktor, piosenkarz (ur. 1921)
- 1987:
  - Kostiantyn Furs, ukraiński piłkarz (ur. 1935)
  - Bogumiła Zbirożanka Malec, polska poetka, malarka (ur. 1913)
- 1988 – Zygmunt Garstecki, polski działacz państwowy i partyjny, polityk, poseł na Sejm PRL (ur. 1912)
- 1989:
  - Ted Bundy, amerykański seryjny morderca (ur. 1946)
  - Štefan Peciar, słowacki językoznawca, wykładowca akademicki (ur. 1912)
- 1990:
  - Madge Bellamy, amerykańska aktorka (ur. 1899)
  - Abraham Patusca da Silveira, brazylijski piłkarz (ur. 1905)
- 1991:
  - John Middleton, brytyjski kolarz szosowy (ur. 1906)
  - Jack Schaefer, amerykański pisarz (ur. 1907)
- 1992 – Klaes Karppinen, fiński biegacz narciarski (ur. 1907)
- 1993:
  - Bolesław Leitgeber, polski dyplomata, malarz, pisarz (ur. 1900)
  - Thurgood Marshall, amerykański prawnik (ur. 1908)
- 1994:
  - Raymond F. Jones, amerykański pisarz science fiction (ur. 1915)
  - Irena Kurpisz-Stefanowa, polska pianistka, pedagog (ur. 1901)
  - Tadeusz Stępniowski, polski pułkownik, historyk (ur. ?)
  - Siergiej Szczerbakow, rosyjski bokser (ur. 1918)
- 1995 – Anton Idzkowski, ukraiński piłkarz, bramkarz, trener pochodzenia polskiego (ur. 1907)
- 1996:
  - Jelizawieta Bagriancewa, rosyjska lekkoatletka, dyskobolka (ur. 1929)
  - Jimmy Davidson, szkocki piłkarz (ur. 1925)
  - André Deforge, francuski kolarz szosowy i torowy (ur. 1914)
  - Sándor Iharos, węgierski lekkoatleta, średnio- i długodystansowiec (ur. 1930)
  - Gieorgij Miessner, rosyjski emigracyjny działacz polityczny i młodzieżowy (ur. 1928)
  - Yūki Shōji, pisarz japoński (ur. 1927)
  - Wim Umboh, indonezyjski reżyser filmowy (ur. 1933)
- 1997 – Gaetana Tolomeo, włoska błogosławiona (ur. 1936)
- 1998:
  - Wacław Bniński, polski dziennikarz, działacz polonijny, porucznik AK (ur. 1923)
  - Mirosław Justek, polski piłkarz (ur. 1948)
  - Stanisław Szlendak, polski hokeista (ur. 1920)
- 1999:
  - Leoncjusz (Bondar), rosyjski biskup prawosławny (ur. 1913)
  - Jelena Dobronrawowa, rosyjska aktorka (ur. 1932)
  - Roger Rondeaux, francuski kolarz przełajowy i szosowy (ur. 1920)
- 2000:
  - Theodor Brinek, austriacki piłkarz, trener (ur. 1921)
  - Jerzy Łanowski, polski filolog klasyczny, wykładowca akademicki (ur. 1919)
  - Tatjana Pietrienko, białoruska florecistka (ur. 1938)
- 2002:
  - Henryk Cieśluk, polski prawnik, działacz partyjny i państwowy, sędzia Najwyższego Trybunału Narodowego, wiceminister sprawiedliwości, członek Trybunału Stanu (ur. 1906)
  - Elie Hobeika, libański wojskowy, polityk (ur. 1956)
- 2003:
  - Gianni Agnelli, włoski przedsiębiorca (ur. 1921)
  - Waldemar Goszcz, polski model, piosenkarz, aktor (ur. 1973)
  - Samuel Musabyimana, rwandyjski biskup anglikański (ur. 1956)
  - Włodzimierz Sznarbachowski, polski poeta, prozaik, publicysta (ur. 1913)
- 2004:
  - Leônidas, brazylijski piłkarz (ur. 1913)
  - Wiesław Litewski, polski prawnik, sędzia, wykładowca akademicki (ur. 1933)
  - Abd ar-Rahman Munif, saudyjski pisarz (ur. 1933)
  - Jack Tunney, kanadyjski promotor wrestlingu (ur. 1935)
- 2005:
  - Władysław Panas, polski teoretyk i historyk literatury, wykładowca akademicki (ur. 1947)
  - Władimir Sawczenko, ukraiński pisarz (ur. 1933)
- 2006:
  - Schafik Handal, salwadorski dowódca partyzancki, polityk komunistyczny pochodzenia palestyńskiego (ur. 1930)
  - Carlos Martínez, wenezuelski baseballista (ur. 1964)
  - Chris Penn, amerykański aktor (ur. 1965)
- 2007:
  - Krystyna Feldman, polska aktorka (ur. 1916)
  - Emiliano Mercado del Toro, portorykański superstulatek (ur. 1891)
  - Zygfryd Słoma, polski piłkarz, trener (ur. 1927)
- 2008:
  - Antoni Piędel, polski żołnierz (ur. 1902)
  - Jerzy Siudy, polski żeglarz, kapitan jachtowy (ur. 1939)
- 2009:
  - Fernando Cornejo, chilijski piłkarz (ur. 1969)
  - Diane Holland, brytyjska aktorka (ur. 1930)
  - Karl Koller, austriacki piłkarz (ur. 1929)
- 2010 – Pernell Roberts, amerykański aktor (ur. 1928)
- 2011:
  - Bernd Eichinger, niemiecki reżyser i producent filmowy (ur. 1949)
  - Włodzimierz Kłopocki, polski aktor (ur. 1934)
  - Hanna Maszutina, ukraińska dziennikarka, pisarka (ur. 1981)
  - Maria Milczarek, polska polityk, minister pracy, płac i spraw socjalnych (ur. 1929)
- 2012:
  - Kurt Adolff, niemiecki kierowca wyścigowy (ur. 1921)
  - Teo Angelopoulos, grecki aktor, reżyser, scenarzysta i producent filmowy (ur. 1935)
  - James Farentino, amerykański aktor (ur. 1938)
  - Vadim Glowna, niemiecki aktor, reżyser filmowy (ur. 1941)
- 2013:
  - Zofia Garlińska-Hansen, polska architekt (ur. 1924)
  - Barbara Leonard, amerykańska polityk (ur. 1924)
  - Antoni Motyczka, polski naukowiec, inżynier, polityk, senator RP (ur. 1941)
  - Richard G. Stern, amerykański pisarz (ur. 1928)
- 2014:
  - Szulammit Alloni, izraelska polityk, działaczka na rzecz praw człowieka (ur. 1928)
  - Igor Badamszyn, rosyjski biegacz narciarski (ur. 1966)
  - Abdelkader El Brazi, marokański piłkarz, bramkarz (ur. 1964)
- 2015:
  - Otto Carius, niemiecki porucznik (ur. 1922)
  - Ryszard Grucza, polski biolog, specjalista fizjologii sportu (ur. 1946)
- 2016:
  - Fredrik Barth, norweski antropolog społeczny (ur. 1928)
  - Marvin Minsky, amerykański naukowiec, informatyk (ur. 1927)
  - Alejandro Muñoz-Alonso, hiszpański prawnik, socjolog, polityk (ur. 1934)
  - Paweł Wawrzyniak, polski akordeonista, pedagog (ur. 1936)
- 2017:
  - Bolesław Karpiel-Bułecka, polski artysta i muzyk ludowy (ur. 1927)
  - Włodzimierz Kozłowski, polski historyk (ur. 1944)
  - Martin Lohmuller, amerykański duchowny katolicki, biskup pomocniczy Filadelfii (ur. 1919)
  - Wanda Orlińska, polska malarka, ilustratorka (ur. 1942)
  - Chuck Weyant, amerykański kierowca wyścigowy (ur. 1923)
- 2018:
  - Lucjan Franczak, polski trener i działacz piłkarski (ur. 1944)
  - Jack Ketchum, amerykański pisarz (ur. 1946)
  - Krishna Kumari, indyjska aktorka (ur. 1933)
  - Mark E. Smith, brytyjski muzyk, wokalista, członek zespołu The Fall (ur. 1957)
- 2019:
  - Fernando Sebastián Aguilar, hiszpański duchowny katolicki, arcybiskup Pampeluny i Tudeli, kardynał (ur. 1929)
  - Kiço Mustaqi, albański wojskowy, polityk, minister obrony (ur. 1938)
- 2020:
  - Duje Bonačić, chorwacki wioślarz (ur. 1929)
  - José Luis Castro Medellín, meksykański duchowny katolicki, biskup Tacámbaro (ur. 1938)
  - Tytus Krawczyc, polski generał dywizji pilot, polityk, poseł na Sejm PRL (ur. 1930)
  - Juan José Pizzuti, argentyński piłkarz, trener (ur. 1927)
  - Joe Payne, amerykański muzyk, kompozytor, wokalista, instrumentalista (ur. 1984)
  - Sean Reinert, amerykański gitarzysta, perkusista, członek zespołów: Cynic, Death, Gordian Knot, Aghora, Æon Spoke (ur. 1971)
  - Rob Rensenbrink, holenderski piłkarz (ur. 1947)
  - Pete Stark, amerykański polityk (ur. 1931)
- 2021:
  - Zbigniew Ciechan, polski kompozytor, pianista, dyrygent (ur. 1929)
  - Nikołaj Czebot´ko, kazachski biegacz narciarski (ur. 1982)
  - Jóhannes Eðvaldsson, islandzki piłkarz (ur. 1950)
  - Bruce Kirby, amerykański aktor (ur. 1925)
  - Franciszek Kokot, polski internista, nefrolog, endokrynolog (ur. 1929)
  - Gunnel Lindblom, szwedzka aktorka (ur. 1931)
  - Patrick O’Donoghue, irlandzki duchowny katolicki, biskup Lancaster (ur. 1934)
  - Andrzej Ostromęcki, polski geolog, poeta, prozaik, alpinista, grotołaz (ur. 1942)
  - Rimantas Pleikys, litewski dziennikarz, polityk, minister łączności i technologii informacyjnych (ur. 1957)
  - Marcel Uderzo, francuski rysownik, autor komiksów (ur. 1933)
  - Zbigniew Zielonka, polski pisarz (ur. 1929)
- 2022:
  - Tadeusz Bradecki, polski aktor, reżyser teatralny (ur. 1955)
  - Szilveszter Csollány, węgierski gimnastyk sportowy (ur. 1970)
  - Ayberk Pekcan, turecki aktor (ur. 1970)
- 2023 – Paweł Lipszyc, polski anglista, tłumacz, redaktor (ur. 1964)
- 2024:
  - Carl Andre, amerykański rzeźbiarz, artysta minimalistyczny (ur. 1935)
  - Jesse Jane, amerykańska modelka i aktorka pornograficzna (ur. 1980)
  - Wieronika Krugłowa, rosyjska piosenkarka (ur. 1946)
  - N. Scott Momaday, amerykański pisarz, poeta (ur. 1934)
  - Serhij Rożok, ukraiński piłkarz (ur. 1985)
  - Alberto Tanasini, włoski duchowny katolicki, biskup pomocniczy Genui, biskup Chiavari (ur. 1945)
  - Väino Uibo, estoński aktor, polityk, burmistrz Elvy (ur. 1942)
- 2025:
  - Dimitris Domazos, grecki piłkarz (ur. 1942)
  - DJ Unk, amerykański raper, didżej, producent muzyczny (ur. 1982)
  - Eddy Wauters, belgijski piłkarz, trener (ur. 1933)
  - Marcin Wicha, polski grafik, eseista, autor książek dla dzieci (ur. 1972)
  - Mirosław Żak, polski geodeta, profesor nauk technicznych (ur. 1936)